# Damir Milačić
Damir Milačić (Slavonski Brod, 25 febbraio 1975) è un ex cestista e allenatore di pallacanestro croato.

## Carriera

### Giocatore
Con la Croazia ha disputato i Campionati europei del 1997.

### Allenatore
Il 19 luglio 2021 viene nominato nuovo allenatore del Građanski Šibenik.

## Palmarès

### Giocatore
- Coppa di Slovenia: 1

Union Olimpija: 2000